# Argent (cómic)
Argent es un personaje de ficción femenino en el Universo de DC Comics. Apareció primero en Teen Titans (vol. 2) N.º 1. Siguió siendo un miembro titular de ese equipo durante mucho tiempo hasta los eventos de Día de Graduación, cuando los Titanes fueron disueltos por Nightwing.

## Biografía del personaje

### Jóvenes Titanes
Toni Monetti  era la hija de un Senador de los Estados Unidos de Nueva Jersey. A la edad de dieciséis años, la piel de Toni se volvió color plateado. En una fiesta en la piscina para su decimosexto cumpleaños, Toni fue misteriosamente tele portada lejos, junto con otras adolescentes, sabiendo que ellas eran medio-alienígenas, y sus madres fueron inseminadas por una raza extraterrestre llamada los H'San Natall años atrás. Las adolescentes fueron parte de un programa de agentes durmientes creadas por el H'San Natall para derrotar a los seres superpoderosos de la Tierra. El grupo de adolescentes se quedaron juntos, y con la fundación de Loren Júpiter, se volvieron la más nueva encarnación de los Jóvenes Titanes. La habilidad de Toni de controlar estallidos de energía de plasma color plata le ganó el nombre clave, Argent.
Este grupo se ve en el crossover titulado "JLA: Mundo sin adultos". Argent y sus aliados son vistos rescatando a niños equivocados de los peligros de un parque de diversiones que no cuenta con la supervisión de un adulto.
Al principio, Toni no era un aventurera muy seria. Sin embargo, después de que su compañero de equipo Hot Spot falleciera, Argent tomó su muerte particularmente mal y juró volverse una mejor heroína. La Sra. Júpiter disolvió el equipo, y Argent buscó consejo de entrenamiento de Robin. Ella lo acompañó en una misión para detener a unos contrabandistas, pero cuando ella averiguó que su padre estaba envuelto, ella decidió guardar el secreto de esa información.
Cuando el Titans se volvió a reunir, Argent fue integrada inicialmente en el equipo. El equipo asumió a los nuevos miembros Fringe y Capitán Marvel Jr. (también conocido como CM3). Un posible romance de Argent con CM3 fue explorado, pero después de una fecha particularmente horrible (CM3 era incapaz de cubrir las expectativas), fue plantado.
Después de otra batalla con H'San Natall, el equipo descubrió que "Hot Spot" hora llamado Joto estaba vivo. Cuando los miembros Prysm y la Fringe decidieron quedarse en el espacio, con CM3 quien salió antes, el equipo decidió disolverse.

### Los Titanes
Cuando los cinco Titanes originales (Nightwing, Troia, Flash, Tempest y Arsenal) deciden reformarse como Jóvenes Titanes a raíz del conflicto Technis Imperative (en el que Toni había luchado junto a los antiguos Titanes y la JLA), Argent está invitada a unirse.
Más tarde, los Titanes participan en otro caso relacionado con la droga de velocidad altamente adictiva, Velocity 9. Durante la investigación, el papel del padre de Argent como distribuidor de la droga sale a la luz. Argent tiene que elegir entre su padre y los Titanes, y finalmente permite que arresten a su padre.
Alrededor de este tiempo, Argent es uno de los primeros en luchar contra la entidad Asmodel / El Espectro en la serie limitada "Día del Juicio". Primero, junto con  Damage, compañero de equipo de los Titanes, luego con otros superhéroes, ella ayuda a combatir una invasión literal del Infierno en las calles de la ciudad de Nueva York. Para sus problemas, Specter convierte sus ojos en larvas de moscas retorciéndose. Ella y otros héroes afectados son restaurados por los esfuerzos de los "Centinelas de Magia".
En el arco de la historia del Día de Graduación, un misterioso androide del futuro conocido como Indigo ataca a los Titanes y Justicia Joven, lo que resulta en la aparente muerte de Troia y Omen. Después del funeral, Nightwing disuelve a los Titanes.
Cuando los Jóvenes Titanes son reformados nuevamente por los exmiembros Cyborg, Starfire y Beast Boy, Argent no está invitada. Sin embargo, cuando esta versión de Jóvenes Titanes lucha contra el Dr. Light y todos los miembros de la reserva son llamados, ella está presente. Ella también se une a los Titanes en su batalla contra Superboy Prime y salva a Risk al detener la sangre que fluye de su hombro después de que Superboy Prime le arranca el brazo.

### Un Año Después
Un año después, Argent se convierte en uno de los veinte miembros de los Jóvenes Titanes que renunciaron después de algunas semanas. Su aspecto es rediseñado, y durante este tiempo ella sale y luego rompe con su compañero de equipo Molécula.

### Crisis final y apariciones posteriores
En algún momento, Argent es víctima del Dark Side Club y se ve obligado a luchar contra otros metahumanos cautivos a instancias de los dioses Apokoliptan en la Tierra. Argent es rescatada por Miss Martian, quien la lleva a ella y a los otros ex prisioneros a la Torre de los Titanes para descansar. Mientras está allí, Wonder Girl le ofrece un lugar en los Jóvenes Titanes por Wonder Girl, pero se niega.
Junto con una serie de otros ex héroes adolescentes, Argent, Prysm y Joto (ahora llamado "Hot Spot") luego ayudan al equipo actual de Jóvenes Titanes durante su batalla contra Superboy-Prime y la Legión del Mal.
Durante la Crisis final, Argent es uno de los superhéroes elaborados por Linterna Verde Alan Scott bajo el Artículo X.
Después de los eventos de Blackest Night, Argent es vista en el funeral de su excompañera de equipo y compañera Titán, Damage.

## Poderes y habilidades
Argent puede generar construcciones de energía sólida a partir del plasma plateado (de color rojo brillante en la serie animada), en formas simples como escudos protectores, dagas y arietes. Si bien inicialmente no podía volar, podía crear toboganes y plataformas voladoras para transportarse a sí misma y a los demás por el aire. Su energía de plasma de plata se dice que es de una longitud de onda similar a las energías de plasma verdes de un anillo de Linterna Verde. En JLA: Rock of Ages, los poderes de Argent en el futuro habían evolucionado para volverse casi idénticos a los de Green Lantern, ya que podía volar y podía crear construcciones de energía más complejas, como un ejército entero de criaturas de plasma plateado y hacer que actuaran. por su propia cuenta, pero permanecen bajo su control.

## En otros medios

### Televisión
- Argent apareció en el episodio de Teen Titans, "Calling All Titans" con la voz de Hynden Walch. Ella se encuentra con Starfire y se convierte en una Titán honoraria, pero pronto es capturada por el General Immortus de la Hermandad del Mal. Argent puede disparar rayos de energía carmesí y puede usar esa energía para formar objetos similares a las habilidades de Linterna Verde. El argentino de esta serie parece ser una neozelandés más que una estadounidense. Argent también se mostró interesada en la moda cuando le pregunta a Starfire: "¿Esto viene en negro? ", cuando el comunicador amarillo choca con su ropa oscura. Cuando Más y Menos descongelan a todos los Titanes capturados durante la batalla final de "Titans Together", Argent se une a la lucha. Se la ve enviando dos rayos de energía en forma de manos después de que Johnny Rancid huyera. Más tarde, se la ve en la Torre de los Titanes y antes de la "batalla" contra el Dr. Luz.

### Varios
- Ella también ha aparecido en el cómic Teen Titans Go! (números # 34, # 36, # 39 y # 41).